# Вокертаун (Північна Кароліна)
Вокертаун (англ. Walkertown) — місто (англ. town) в США, в окрузі Форсайт штату Північна Кароліна. Населення — 5692 особи (2020).

## Географія
Вокертаун розташований за координатами 36°10′3″ пн. ш. 80°8′58″ зх. д. / 36.16750° пн. ш. 80.14944° зх. д. (36.167609, -80.149511).  За даними Бюро перепису населення США в 2010 році місто мало площу 17,11 км², з яких 17,06 км² — суходіл та 0,05 км² — водойми.

## Демографія
Згідно з переписом 2010 року, у місті мешкало 4675 осіб у 1914 домогосподарствах у складі 1360 родин. Густота населення становила 273 особи/км².  Було 2106 помешкань (123/км²).
Расовий склад населення:
| - 76,9 % — білих - 17,5 % — чорних або афроамериканців - 0,6 % — азіатів - 0,3 % — корінних американців - 0,1 % — вихідців з тихоокеанських островів - 3,1 % — осіб інших рас |

До двох чи більше рас належало 1,4 %. Частка іспаномовних становила 5,6 % від усіх жителів.
За віковим діапазоном населення розподілялося таким чином: 22,4 % — особи молодші 18 років, 61,3 % — особи у віці 18—64 років, 16,3 % — особи у віці 65 років та старші. Медіана віку мешканця становила 42,6 року. На 100 осіб жіночої статі у місті припадало 91,6 чоловіків;  на 100 жінок у віці від 18 років та старших — 88,8 чоловіків також старших 18 років.
Середній дохід на одне домашнє господарство  становив 57 091 долар США (медіана — 37 820), а середній дохід на одну сім'ю — 66 881 долар (медіана — 46 411). За межею бідності перебувало 13,1 % осіб, у тому числі 24,1 % дітей у віці до 18 років та 5,7 % осіб у віці 65 років та старших.
Цивільне працевлаштоване населення становило 1997 осіб. Основні галузі зайнятості: освіта, охорона здоров'я та соціальна допомога — 22,1 %, виробництво — 12,8 %, роздрібна торгівля — 11,7 %, будівництво — 10,9 %.